# Trichoniscus turgidus
Trichoniscus turgidus is een pissebed uit de familie Trichoniscidae. De wetenschappelijke naam van de soort is voor het eerst geldig gepubliceerd in 1929 door Karl Wilhelm Verhoeff.